# Mina Assadi
Mina Assadi (lyssna (fil); persiska مینا اسدی) född 12 mars 1943 i Sari, Iran, är en iransk-svensk författare, aktivist, låtskrivare och journalist. 

## Karriär
Mina Assadi debuterade som artonåring med poesisamlingen Minas gåvor (Armanghān-e minā). Hon arbetade som journalist på Kayhān, en av landets främsta dagstidningar under Pahlavidynastin i Iran. Assadi kom till Sverige 1976 som turist och bosatte sig i Stockholm. Hon återvände till hemlandet för att delta i den iranska revolutionen och stödde de vänsterradikala krafterna. När islamisterna kom till makten tvingades hon att återvända till Sverige 1980 som politisk flykting. I exilen fortsatte hon att verka mot den iranska regeringen genom sitt författarskap. Hon har publicerat fjorton böcker, varav Vem sätter käppen i hjulet? (Che kas-i sang miandāzad?) anses vara hennes mest främsta verk. 
Mina Assadi har också skrivit text till sånger som framförts av iranska sångare som Ebi (Hālā), Darioush (Zendegi ye bāzie och Āhāy javoon), Hayedeh (Onkeh ye ruz-i barā-ye man khodā bud), Giti (Ouj-e parvāz), Ramesh (To aftābi, to bāroni) och Nooshafarin (Kuh-e ghahve-i) för att nämna några.
Assadis poesi handlar om människors vardag i förtryckets och censurens skugga. Assadi är känd för att skriva kontroversiellt och provokativt, speciellt när hon beskriver kampen mot den iranska statens förtryck och kvinnans rätt till frihet. År 2007 skrev hon dikten Hallickar (Djakesha). Den skapade en livlig debatt och diskussionen som fördes var om dikten var för vulgär. Dikten handlar om dem i Iran och i exil som har slutat kämpa för mänskliga rättigheter.
Tio dagar innan Fereydoun Farrokhzad mördades den 7 augusti 1992 hade han en poesiafton. Där varvades dikter med sånger och politiska uttalanden. Under denna jämförde Fereydoun sin bortgångne syster, nationalskalden, Forough Farrokhzad med Mina Assadi.[källa behövs] Ett uttalande som filmades och blev den sista videon med Fereydoun i livet.[källa behövs]
Förutom jämförelser med iranska poeter som Forough Farrokhzad, Simin Behbahani och Parvin E'tesami har hon jämförts med svenska poeter som Karl Vennberg och Edith Södergran.[källa behövs]

## Priser och utmärkelser
- 1996 - Hellman/Hammett awards (Human Rights Watch), New York